# 松嶋英機
松嶋 英機（まつしま ひでき、1943年4月19日 - 2021年10月5日）は、日本の弁護士。西村あさひ法律事務所代表パートナーを務めた。合併前のときわ総合法律事務所の開設者である。事業再生実務家協会代表理事。熊本県出身。
民事再生、会社更生その他の倒産・事業再生を専門とし、山一證券、住宅金融専門会社、そごう、ハウステンボス、国民銀行などの事案を担当した。

## 経歴
- 1962年3月 - 熊本県立熊本高等学校卒業
- 1966年4月 - 中央大学法学部法律学科卒業
- 1971年4月 - 司法修習修了（23期）後、弁護士登録（東京弁護士会）[2]
- 1976年3月 - 清水直法律事務所から独立して、松嶋法律事務所（後のときわ総合法律事務所）を設立[2]。
- 1997年 - 日弁連倒産法改正問題検討委員会委員[2]、東京弁護士会倒産法改正対策協議会委員
- 2002年 - 事業再生研究機構理事
- 2003年4月 - 事業再生実務家協会設立、代表理事就任[2]。
- 2004年1月 - 統合により、西村ときわ法律事務所（後の西村あさひ法律事務所）パートナー就任。
- 2012年2月 - 株式会社東日本大震災事業者再生支援機構社外取締役就任[2]。
- 2020年 - 西村あさひ法律事務所退所。ときわ法律事務所顧問弁護士就任。
- 2021年10月5日午後9時42分、心不全にて死去。78歳没[3]。

不動産投資会社レーサムの創業者で、1992年から2021年まで取締役を勤めた男が、ホテルで覚醒剤やコカインを所持したとして覚醒剤取締法違反などの罪で逮捕・起訴され、2025年8月14日までに懲役2年、執行猶予4年の判決を受けた 。
この男は、1992年の同社の創業時から、2021年に取締役会長を辞任するまで同社に勤務していたが、松嶋は2012年より、死去する2021年まで同社の社外監査役を勤めていた。。
同社の創業者の男の違法薬物中毒疑惑は、少なくとも2015年には週刊誌で報道されており、松嶋が社外監査役としての善管注意義務、特に法令違反の報告義務を適切に遂行していたかは疑問符がつく 。

## 人物
父は八代市で建設会社を経営していたが、長兄・次兄がともに建築士になったため跡継ぎの期待はされておらず、弁護士の道を勧められた。若い頃は太宰治に憧れる小説家志望だったため文学部を志していたが、「学費を出すのは父だから従っておけ」と兄に諭されて法学部に進学。それでも入学後はしばらくサルトルに凝り、小説家の夢を諦めて司法試験を目指し始めたのは4年生のときだった。倒産弁護士として有名だった清水直の事務所に入り、交通事故の加害者側や日照権紛争の施主側といった、日本共産党系の代理人を相手に交渉する立場になることが多かった。印象に残っているのは照国郵船（現・マリックスライン）の会社更生案件だという。

## 著書
- 『良い倒産・悪い倒産』（講談社、2002年）
- 『注釈 民事再生法』（金融財政事情研究会、2002年）
- 『企業倒産・事業再生の上手な対処法　全訂新版』（民事法研究会、2006年）
- 『民事再生法入門　改訂第2版』（商事法務、2006年）
- 『ファイナンス法大全アップデート』（商事法務、2006年）